# Melegena fulva
Melegena fulva är en skalbaggsart som beskrevs av Pu 1990. Melegena fulva ingår i släktet Melegena och familjen långhorningar. Inga underarter finns listade i Catalogue of Life.